# نینا زیوسکووا
نینا زیوسکووا (روسی: Нина Анатольевна Зюськова؛ زادهٔ ۳ مهٔ ۱۹۵۲) ورزشکار اهل اوکراین است.
وی در مسابقات کشوری و بین‌المللی در مجموع برندهٔ ۱ مدال طلا شده‌است.